# Francis Paul McHugh
Francis Paul McHugh SFM (* 21. August 1924 in Woodslee; † 6. Mai 2003) war ein kanadischer Ordensgeistlicher und Prälat von Itacoatiara in Brasilien. 

## Leben
Francis Paul McHugh trat der Ordensgemeinschaft der Scarboro Foreign Mission Society bei und empfing am 8. Dezember 1954 die Priesterweihe.
Papst Paul VI. ernannte ihn am 20. Juli 1965 zum ersten Prälaten der zwei Jahre zuvor errichteten Territorialprälatur Itacoatiara. Am 4. August 1967 wurde er zum Titularbischof von Legis Volumni ernannt. Der Apostolische Nuntius in Brasilien, Erzbischof Sebastiano Baggio, spendete ihn am 3. Oktober desselben Jahres die Bischofsweihe; Mitkonsekratoren waren Benjamin Ibberson Webster, Bischof von Peterborough, und Kenneth Roderick Turner SFM, Bischof von Lishui. 
Er nahm an der vierten Sitzungsperiode des Zweiten Vatikanischen Konzils teil. Von seinem Amt trat er am 15. Juli 1972 zurück.